# RDH8
RDH8 (англ. Retinol dehydrogenase 8 (all-trans)) – білок, який кодується однойменним геном, розташованим у людей на короткому плечі 19-ї хромосоми. Довжина поліпептидного ланцюга білка становить 311 амінокислот, а молекулярна маса — 33 755.
| 10         |  | 20         |  | 30         |  | 40         |  | 50         |
| ---------- |  | ---------- |  | ---------- |  | ---------- |  | ---------- |
| MAAAPRTVLI |  | SGCSSGIGLE |  | LAVQLAHDPK |  | KRYQVVATMR |  | DLGKKETLEA |
| AAGEALGQTL |  | TVAQLDVCSD |  | ESVAQCLSCI |  | QGEVDVLVNN |  | AGMGLVGPLE |
| GLSLAAMQNV |  | FDTNFFGAVR |  | LVKAVLPGMK |  | RRRQGHIVVI |  | SSVMGLQGVI |
| FNDVYAASKF |  | ALEGFFESLA |  | IQLLQFNIFI |  | SLVEPGPVVT |  | EFEGKLLAQV |
| SMAEFPGTDP |  | ETLHYFRDLY |  | LPASRKLFCS |  | VGQNPQDVVQ |  | AIVNVISSTR |
| PPLRRQTNIR |  | YSPLTTLKTV |  | DSSGSLYVRT |  | THRLLFRCPR |  | LLNLGLQCLS |
| CGCLPTRVRP |  | R          |  |            |  |            |  |            |

A: Аланін

C: Цистеїн

D: Аспарагінова кислота

E: Глутамінова кислота

F: Фенілаланін

G: Гліцин

H: Гістидин

I: Ізолейцин

K: Лізин

L: Лейцин

M: Метіонін

N: Аспарагін

P: Пролін

Q: Глутамін

R: Аргінін

S: Серин

T: Треонін

V: Валін

Кодований геном білок за функцією належить до оксидоредуктаз. 
Білок має сайт для зв'язування з НАДФ. 
Локалізований у мембрані.